# Clark County (Kentucky)
Clark County je okres amerického státu Kentucky založený v roce 1792. Správním střediskem je město Winchester. Pojmenovaný je podle Georgea Rogerse Clarka, účastníka americké války za nezávislost.

## Sousední okresy
| Růžice kompasu |                | Bourbon County          |                   | Růžice kompasu |
| Růžice kompasu | Fayette County | Sever                   | Montgomery County | Růžice kompasu |
| Růžice kompasu | Fayette County | Clark County (Kentucky) | Montgomery County | Růžice kompasu |
| Růžice kompasu | Fayette County | Jih                     | Montgomery County | Růžice kompasu |
| Růžice kompasu | Madison County | Estill County           | Powell County     | Růžice kompasu |